# 그뤼예르
그뤼예르(프랑스어: Gruyères)는 스위스 프리부르주에 위치한 도시로 면적은 28.38km2, 높이는 810m, 인구는 1,789명(2010년 기준), 인구 밀도는 63명/km2이다. 1270년부터 1282년까지 건설된 중세 시대의 요새인 그뤼예르 성이 있으며 대표적인 특산물로는 그뤼예르 치즈가 있다.

## 역사
할슈타트 시대와 라텐 시대(기원전 325-250년)의 무덤과 청동기 시대의 다른 흔적이 에파니(Epagny)에서 발견되었다. 서기 2~3세기의 로마 시대 별장 유적과 중세 시대 초기 묘지도 인근에서 발견되었다. 로마인 정착지는 아마도 그뤼예르의 언덕에 위치했을 것이다.
그뤼예르는 프리부르의 녹색 프리알파인 산기슭에 자리잡고 있다. 중세 도시 위의 성 타워이다. 그뤼예르의 전설적인 설립자인 그뤼에리우스(Gruerius)는 학(프랑스어로 "grue")을 포획하여 이를 자신의 전령 동물로 선택하여 그뤼예르라는 이름에 영감을 주었다. 그뤼에르 가문의 중요성에도 불구하고 그 시작은 여전히 미스터리로 남아 있다. 그뤼예르는 1138-39년경에 de Grueri로 처음 언급되었다. 도시는 그뤼예르 백작이 자넨 계곡 상부를 통제하기 위해 언덕 꼭대기에 지은 성 아래로 발전했다. 1195-96년에는 중앙 거리와 성벽이 있는 시장 도시가 되었다. 성곽과 별도로 개발된 마을. 1397년 그뤼에르의 루돌프 4세 백작은 구시가지 인가를 확정했다. 그것은 무동(Moudon)의 모델을 기반으로 했다.
1476년 6월 22일 그뤼예르는 부르고뉴 공작 샤를 1세에 대항하여 모라 전투에 참가했다. 구스위스 연방의 도움으로 그들은 부르고뉴 군대를 패배시키고 그의 아버지 필리프 3세의 문장이 있는 망토를 포함하여 샤를 1세에게 속한 황금양모 기사단의 3개 망토를 탈취했다. 전투 당시 그는 아버지의 기일을 축하하고 있었다.
그뤼예르의 마을 교회는 원래 뷜 교구에 속했다. 백작 루돌프 3세는 자네강의 왼쪽 제방에 있는 마을들이 성 테오둘 교회를 지을 수 있도록 허락했다. 1254년에 헌납되었을 때, 그것은 새로운 그뤼예르 교구의 교구 교회였다. 그뤼예르 백작은 교회의 성 미카엘의 제단 아래 묻혔다. 1670년에 대부분 소실되었고 1856년에 다시 화재로 소실되었으며, 합창단만 남았다. 그리고 타워가 손상되지 않았다. 개조된 교회는 1860년에 축성되었다. 본당 교회 외에도 백작은 성에 15세기 후반에 만들어진 두 개의 유리창이 있는 세례 요한 예배당을 가지고 있었다. 오래된 병원에 있던 생모리츠 성당은 1431년 병원과 함께 지어졌다. 베르소 성당은 1612년 140명의 목숨을 앗아간 전염병에 이어지어졌다.
30년 전쟁 동안 생 베르나르의 수녀들과 방문단은 브장송과 돌에서 도망쳐 그뤼에르에 정착했다. 후자는 1639년에서 1651년 사이에 마을에 남아 사립 학교를 운영했다. 15세기부터 주로 소년들에게 개방된 초등학교가 마을에 문을 열었다. 중등학교는 20세기에 마을에 열렸지만 1973년에 뷜로 이전했다. 그뤼예르에는 역병의 집이 있었다. 1341년에 처음 언급되었다. 마을의 병원은 15세기 중반에 설립되어 19세기 후반까지 운영되었다. 병원 건물의 한쪽에는 1988년까지 초등학교가 있었다가 요양원으로 개조되었다. 1891년과 1925년 사이에 인겐볼(Ingenbohl) 자매는 그뤼예르에 있는 성 요셉 청각 장애인 연구소를 운영했다. 1925년에는 프리부르로 옮겼다.
11세기에서 16세기 사이에 19번의 숫자가 기록된다. 그들 중 마지막 미셸은 거의 평생 재정적 어려움을 겪었고 1554년 파산했다. 그의 채권자인 프리부르와 베른이 백작을 공유했다. 1555년부터 1798년까지 성은 집행관의 거주지가 되었으며, 그 다음에는 프리부르가 보낸 지사가 되었다. 1849년에 성은 팔려나갔고, 여름 동안 성에 머물렀던 보비(Bovy)와 발란트(Balland) 가문에게 팔렸다가 화가 친구들의 도움으로 복원되었다. 그 후 성은 1938년 프리부르주에서 다시 사들여 박물관으로 만들어 일반에게 공개되었다. 1993년부터 재단은 건물과 컬렉션의 하이라이트뿐만 아니라 보존을 보장한다.

## 지리
그뤼예르의 면적은 2009년 기준으로 28.4k㎡이다. 이 면적 중 11.5k㎡ (40.5%)가 농업 목적으로 사용되는 반면 14.18k㎡ (50.0%)는 삼림으로 구성되어 있다. 나머지 토지 중 1.55k㎡ (5.5%)가 정착(건물 또는 도로), 0.24k㎡ (0.8%)가 강 또는 호수이고 0.92k㎡ (3.2%)는 비생산적인 토지이다.
건축 면적 중 주택 및 건물이 2.5%, 교통 기반 시설이 2.1%를 차지했다. 산림면적 중 전체 면적의 46.8%는 산림이 우거져 있고 2.7%는 과수원이나 작은 나무 군락으로 덮여 있다. 농경지 중 4.6%는 작물 재배에 사용되며, 12.9%는 목초지, 22.9%는 고산 목초지에 사용된다. 시정촌의 모든 물은 흐르는 물이다.
그뤼예르는 해발 810m, 지역 수도인 뷜에서 남동쪽으로 4.5km 떨어져 있다. 역사적인 도시는 몰레종(Moléson) 산기슭에 있는 알프스 북쪽의 외딴 언덕 꼭대기에 있다. 자네강(프랑스어 이름: 사린강)이 프리부르 알프스를 떠나는 위치이기도 하다.
시정촌의 지역은 자네 계곡과 프리부르 알프스의 부분으로 구성된다. 이 지역의 중앙 부분은 그뤼예르와 브록(Broc) 사이의 알프스 옆에 있는 충적토 평야(해발 690m)로, 그뤼예르 언덕이 해발 828m까지 올라간다. 서쪽에서 트렘므(Trême) 시내는 자네강을 만난다. 자네강의 동쪽에 있는 시정촌 지역은 북쪽의 동드브록(Dent de Broc, 해발 1,829m) 능선과 동뒤샤므아(Dent du Chamois)와 접한 작은 모퉁이에서 끝난다.(해발 1,830m) 남쪽에서 모티롱(Motélon) 계곡에서 끝난다. 능선을 사이에 두고 있는 두 봉우리는 그뤼예르의 사진에서 인기 있는 주제이다.

## 인구통계
2020년 12월 기준, 그뤼예르의 인구는 2,205명이다. 2008년 기준으로 인구의 14.7%가 거주하는 외국인이다. 지난 10년(2000-2010년) 동안 인구는 21.2%의 비율로 변화했다. 이민은 17.5%, 출생 및 사망은 4.2%를 차지했다.
2000년 기준 인구 대부분인 1,398명(90.4%)이 프랑스어를 모국어로 사용하고 독일어가 60명(3.9%)으로 두 번째로 많이 사용하고, 포르투갈어가 18명(1.2%)으로 세 번째로 사용된다. 이탈리아어를 할 줄 아는 7명과 로만슈어를 할 줄 아는 사람이 2명 있다.
2008년 기준으로 인구는 남성 50.6%, 여성 49.4%이다. 인구는 760명의 스위스 남성(인구의 42.0%)과 154명(8.5%)의 비 스위스 남성으로 구성되었다. 스위스 여성은 764명(42.3%), 비 스위스 여성은 130명(7.2%)이었다. 지자체의 인구 중 508명(약 32.9%)가 그뤼예르에서 태어나 2000년에 그곳에 살았다. 같은 주에서 태어난 598명(38.7%)가 있었고, 194명(12.5%)가 스위스 다른 곳에서 태어났다. 182명(11.8%)가 스위스 이외의 지역에서 태어났다.
2000년 기준으로 아동·청소년(0~19세) 인구가 29.7%, 성인(20~64세)이 55%, 노인(64세 이상)이 15.3%를 차지한다.
2000년 기준으로 시정촌에 미혼이거나, 독신인 사람은 684명이다. 기혼자는 710명, 미망인은 94명, 이혼한 사람은 58명이었다.
2000년 기준으로 시정촌에는 581가구, 가구당 평균 2.5명이 살고 있다. 1인 가구는 176가구, 5인 이상 가구는 53가구였다. 2000 년에는 총 562채(전체의 64.4%)가 상설 임대되었으며, 257채(29.5%)가 계절적 임대, 53채(6.1%)가 비어 있었다.  2009년 기준 신규 주택 건설률은 인구 1000명당 2.2세대였다. 2010년 시정촌 공실률은 0.74%였다.
역사적 인구는 다음 차트에 나와 있다.

### 종교
2000년 인구 조사에 따르면 1,261명(81.6%)이 로마 가톨릭 신자이고, 92%(6.0%)가 스위스 개혁 교회에 속해 있다. 나머지 인구 중 정교회 교인이 10명 (인구의 약 0.65%)이었고, 다른 기독교 교인이 43명(인구의 약 2.78%)이었다. 유대인은 2명(또는 인구의 약 0.13%)이었고, 무슬림은 32명(또는 인구의 약 2.07%)이었다. 다른 교회에 소속된 사람이 1명 있었다. 74명(인구의 약 4.79%)이 교회에 속하지 않고, 불가지론자 또는 무신론자, 그리고 51명의 개인(또는 인구의 약 3.30%)이 질문에 대답하지 않았다.

## 경제
그뤼예르는 항상 시골 마을이었다. 주변에서 생산된 농산물을 가공하여 이곳에서 시장에 내놓았다. 이전에는 치즈와 크고 작은 동물을 거래하는 데 중점을 두었다. 여러 공장과 제재소가 있었고, 18세기부터 화약 공장이 있었다. 20세기 초까지만 해도 짚 꼬는 것도 꽤 중요했다.
농업은 여전히 우유 생산과 가축 사육에 특화되어 있다. 치즈 생산 및 육류 가공을 위한 원료를 공급한다. 가장 중요한 것은 그뤼에르 치즈이다. 임업도 요인이지만 경운은 덜 적용된다. 2차 부문에는 캐비닛 제작, 정밀 기계와 공예품이 있다. 서비스는 미식가와 호텔에서 제공하는 많은 일자리를 가지고 있다. 에파니(Epagny)와 프링기(Pringy)의 마을은 지난 몇 년 동안 뷜 마을에서 주로 일하는 통근자들을 위한 주거지가 되었다.
2010년 현재 그뤼예르의 실업률은 2.5%이다. 2008년 현재 1차 경제 부문에 59명이 고용되어 있으며, 이 부문에 약 19개 기업이 참여하고 있다. 229명이 2차 부문에 고용되었고, 이 부문에 27개의 기업이 있었다. 447명이 3차 부문에 고용되어 있으며, 이 부문에는 69개의 기업이 있다. 시정촌 주민은 757명으로 일정 정도 고용되었으며, 그중 여성이 전체 노동력의 42.8%를 차지했다.
2008년에 정규직에 상응하는 총 일자리 수는 601개였다. 1차 부문의 일자리 수는 44개였으며, 그중 39개는 농업에 있었고 5개는 임업 또는 목재 생산에 있었다. 2차 부문의 일자리 수는 215개였으며, 그중 120개(55.8%)는 제조, 95개(44.2%)는 건설에 종사했다. 3차 부문의 일자리 수는 342개였다. 62 또는 18.1%는 도소매 또는 자동차 수리업, 33 또는 9.6%는 상품의 이동 및 보관, 131 또는 38.3%는 호텔 또는 레스토랑, 1은 정보 산업, 3 또는 0.9%는 기술 전문가 또는 과학자, 35% 또는 10.2%는 교육 분야, 45% 또는 13.2%는 의료 분야에 있었다.
2000년 기준으로 시정촌으로 출퇴근하는 근로자는 366명, 출퇴근 근로자는 478명이었다. 지자체는 근로자의 순수출국으로, 들어오는 1명당 약 1.3명의 근로자가 지자체를 떠나고 있다. 근로 인구의 7.5%가 대중교통을 이용하여 출퇴근하고, 69.7%가 자가용을 이용하였다.

## 교육
그뤼예르에서는 인구의 약 456명(29.5%)이 필수가 아닌 고등 중등교육을 이수했으며, 155명(10.0%)이 추가 고등 교육(대학 또는 응용학문대학)을 마쳤다. 고등교육을 마친 155명 중 61.9%가 스위스 남성, 24.5%가 스위스 여성, 10.3%가 비스위스계 남성, 3.2%가 비스위스계 여성이었다.
프리부르주의 학교 시스템은 1년의 의무가 아닌 유치원, 6년의 초등학교를 제공한다. 이후 3년 동안의 의무적 중학교 과정을 거쳐 학생들을 능력과 적성에 따라 구분한다. 중학교 이하 학생들은 3년 또는 4년제 고등학교에 진학할 수 있다. 상급 중학교는 체육관(대학 준비)과 직업 프로그램으로 나뉜다. 상위 중등 프로그램을 마친 후 학생들은 고등학교에 다니거나 견습 과정을 계속할 수 있다.
2010-11학년도 동안 그뤼예르의 18개 학급에 총 240명의 학생이 참석했다. 지자체에서 온 총 363명의 학생이 지자체 또는 외부 학교에 다녔다. 시정촌에는 17명의 학생이 있는 유치원이 하나 있었다. 시정촌에는 7개의 초등 학급과 149명의 학생이 있었다. 같은 해에 총 31명의 학생이 있는 3개의 중학교가 있었다. 2개의 직업 상급 중등반이 있었고 5개의 상급 중등반이 있었고 40명의 상급 중등 학생과 3명의 직업 상급 중등 학생 시정촌에는 대학 이외의 고등 수업이 없었지만 다른 시정촌에서 수업을 들은 3명의 전문 고등학생이 있었다.
2000년 기준으로, 그뤼예르에는 다른 지자체에서 온 31명의 학생이 있었고 109명의 주민들은 지자체 외부의 학교에 다녔다.

## 관광
그뤼예르 치즈는 이 지역의 관광 무역을 지원하는 중요한 요소이다. 주요 관광 명소는 성이 있는 중세 도시 그뤼예르로 지역 박물관과 미술관이 있다. 성에서 문화 활동(콘서트, 극장)이 있다. 방문객들에게 개방된 프링기에 치즈 공장이 있다. 근처에는 등반에 적합한 산인 몽몰레종(Mont Moléson)이 있으며, 운동이 덜한 사람에게는 1998년에 재건된 정상까지 케이블카가 있다. 리조트 타운인 몰레종 마을(Moléson-Village)는 여름과 겨울 관광 모두에 적합하다.
1998년 스위스의 초현실주의 화가, 조각가 및 세트 디자이너인 기거(HR Giger)는 생제르맹성(Saint-Germain Castle)을 인수했으며, 현재는 그의 작품을 영구 보관하고 있는 HR 기거 박물관이 있으며, 인기 있는 관광지이다. 그 옆에는 티베트의 고대 유물을 소장하고 있는 박물관이 있다.
성은 사보이 요새의 전형적인 정사각형 계획으로 1270년에서 1282년 사이에 건설되었다. 15세기 말은 백작의 역사에서 황금기로 두드러진다. 1476년, 루이 백작은 남부 동맹의 부르고뉴 전쟁에 참전한다. 이 용감한 행동에 따라 현대화 작업이 착수되었다. 예배당이 있는 산책로의 조정, 안뜰의 나선형 계단, 본관의 변형은 그 당시로 거슬러 올라간다. 따라서 성은 요새의 모습을 잃어 위엄있는 거주지가 된다. 바로크 양식의 인테리어는 프리부르가 보낸 집행관이 그곳에 살았던 시절을 떠올리게 한다. 낭만적인 풍경은 장 밥티스트 카미유 코로(Jean-Baptiste-Camille Corot), 바르텔레미 멘(Barthélemy Menn) 및 기타 예술가들에 의해 19세기 중반에 그려졌다.